# セントラル (レンタル業)
株式会社セントラルは、岩手県奥州市に本社を置き、建設機械のレンタルなどを手掛けている企業。カナモトの100%子会社。

## 概要
岩手県、宮城県、秋田県、福島県において、大手・地場のゼネコン、中小の土木工事業者を得意先として建設機械器具のレンタルを手掛けている。
1973年10月に創業し、1977年3月に旧社が設立。東日本大震災発生後は震災復興需要を取り込むべく、バックホーやトラックなど重機の導入も積極的に行い、最盛期には岩手県内を中心に、宮城県、秋田県、福島県、群馬県、東京都に23拠点を構えていた。
2017年12月期には75億1457万円の売上があった。しかし、積極的な営業展開に伴い金融債務が膨んだ他、震災復興需要の収束により受注が減少。2020年12月期の売上も66億4749万円にまで落ち込んだ。旧社は経営コンサルタントの支援を仰ぐなどして再建に努めたが、経営は改善されず、2021年12月22日に仙台地方裁判所へ民事再生法適用を申請。同日付で監督命令を受けた。負債総額は125億4566万円。
民事再生スポンサーにはカナモトが選定され、旧社はカナモトとの間で基本合意書を締結した。カナモトは旧社の事業を譲受する新会社として、2022年3月7日に株式会社NEKを設立。NEKは2022年6月30日に旧社から事業を譲受し、翌7月1日付で商号を株式会社セントラル（新社）へ変更した。旧社が行っていた事業はカナモトの子会社である新社で再建が図られることになる。
旧社は事業譲渡の翌日である2022年7月1日に株式会社胆沢企画へ商号変更。胆沢企画は民事再生手続を継続する。

## 沿革

### 旧：株式会社セントラル→株式会社胆沢企画
- 1973年10月 - 設立。
- 1977年3月 - 株式会社へ改組。
- 2021年12月22日 - 仙台地方裁判所へ民事再生法適用を申請。
- 2022年
  - 6月30日 - カナモトが設立した株式会社NEKへ事業を譲渡して事業停止。
  - 7月1日 - 商号を株式会社胆沢企画へ変更。

### 新：株式会社セントラル
- 2022年
  - 3月7日 - 株式会社NEKとして設立。
  - 6月30日 - 株式会社セントラル（旧社）から事業を譲受。
  - 7月1日 - 商号を株式会社セントラル（新社）へ変更。